# Vuelta a España 2025/8. Etappe
Die 8. Etappe der Vuelta a España 2025 findet am 30. August 2025 statt und führt die 80. Austragung des spanischen Etappenrennens aus den Pyrenäen. Dabei wird zwischen Monzón und Saragossa ein 163,5 Kilometer langer flacher Abschnitt ausgetragen. Nach der Zielankunft werden die Fahrer insgesamt 1232,9 Kilometer absolviert haben, was 38,7 % der Gesamtdistanz der Rundfahrt entspricht.

## Streckenführung
Nach dem Start in Monzón führen die ersten Kilometer leicht profiliert über Castejón del Puente, Barbastro, Peraltilla, Angüés und Siétamo nach Huesca. Auf der weiteren Fahrt Richtung Westen wird Almudévar passiert, ehe es entlang des Gállego nach San Mateo de Gállego geht. Kurz darauf erfolgt nach 121 Kilometern der einzige Zwischensprint in Peñaflor de Gállego. Zusätzlich wird hier auch ein Bonussprint ausgefahren. Die erste Zieldurchfahrt in Saragossa erfolgt bereits 23,4 Kilometer vor dem Ziel, ehe ein Rundkurs durch die Stadt führt.
Die Schlussrunde führt vorbei an der Aljafería, ehe es durch die Stadtteile Delicias und Casablanca in Richtung Westen geht. Über Torrero-La Paz führt die Strecke im Anschluss in Richtung Südosten. Im Finale geht es vom Pabellón Príncipe Felipe auf geradem Weg ins Zentrum von Saragossa, wo sich der Zielstrich auf der N-330 beim Puerta del Carmen befindet. Die letzte Kurve wird rund 300 Meter vor dem Ziel beim Plaza Paraíso Basilio durchfahren.
|                | Ort                 | Kilometer |
| -------------- | ------------------- | --------- |
| Start          | Monzón              | 0,0       |
| Zwischensprint | Peñaflor de Gállego | 121       |
| Bonussprint    | Peñaflor de Gállego | 121       |
| Zieldurchfahrt | Saragossa           | 140,1     |
| Ziel           | Saragossa           | 163,5     |

## Ergebnis
| \| Etappenergebnis \| Etappenergebnis \| Etappenergebnis \| Etappenergebnis \| Etappenergebnis \| \| Fahrer \| Fahrer \| Land \| Team \| Zeit \| \| --------------- \| --------------- \| --------------- \| --------------- \| --------------- \| |        |      |      |      |
| |        |      |      |      |
| Quelle: ProCyclingStats |        |      |      |      |
| Etappenergebnis |        |      |      |      |
| Fahrer | Fahrer | Land | Team | Zeit |

## Gesamtstände
| \| Gesamtwertung \| Gesamtwertung \| Gesamtwertung \| Gesamtwertung \| Gesamtwertung \| \| Fahrer \| Fahrer \| Land \| Team \| Zeit \| \| ------------- \| ------------- \| ------------- \| ------------- \| ------------- \| |        |      |      |      |
| |        |      |      |      |
| Quelle: ProCyclingStats |        |      |      |      |
| Gesamtwertung |        |      |      |      |
| Fahrer | Fahrer | Land | Team | Zeit |

| Punktewertung | Punktewertung | Punktewertung | Punktewertung | Punktewertung |
| Fahrer        | Fahrer        | Land          | Team          | Punkte        |
| ------------- | ------------- | ------------- | ------------- | ------------- |

| Bergwertung | Bergwertung | Bergwertung | Bergwertung | Bergwertung |
| Fahrer      | Fahrer      | Land        | Team        | Punkte      |
| ----------- | ----------- | ----------- | ----------- | ----------- |

| Nachwuchswertung | Nachwuchswertung | Nachwuchswertung | Nachwuchswertung | Nachwuchswertung |
| Fahrer           | Fahrer           | Land             | Team             | Zeit             |
| ---------------- | ---------------- | ---------------- | ---------------- | ---------------- |

| Mannschaftswertung | Mannschaftswertung | Mannschaftswertung | Mannschaftswertung |
| Team               | Team               | Land               | Zeit               |
| ------------------ | ------------------ | ------------------ | ------------------ |